# Гильдия связи ВВС
Гильдия связи ВВС (фин. Ilmavoimien viestikilta ry) — это финская военная ассоциация, цель которой — сохранять военные традиции и историю войск связи и радиолокации ВВС, а также поддерживать дух единства среди служивших и финских резервистов в этих военных областях. Гильдия была основана в 1965 году и с тех пор расширилась, став объединением для всех, кто интересуется деятельностью в области связи и систем управления в ВВС, так и в гражданской авиации.

## История
До 1995 года организация называлась Гильдия связи и радиолокации ВВС (фин. Ilmavoimien Viesti- ja Tutkakilta ry). Переименование отразило расширение сферы деятельности гильдии.
Гильдия входит в Союз оборонных гильдий (фин. Maanpuolustuskiltojen liitto)  наряду с другими гильдиями, связанными с частями ВВС. Она организует для своих членов мероприятия, поездки и лекции, направленные на укрепление патриотического духа и чувства общности

## Деятельность
Гильдия издаёт журнал под названием Ilmaviesti и участвует в выпуске издания Pilven Veikko. Также она занимается издательской деятельностью, опубликовав, среди прочего, исторические обзоры Военно-учебного центра связи ВВС и гарнизона Луонетъярви, юбилейное издание к 50-летию службы связи ВВС в 1992 году, а также труд История связи противовоздушной обороны 1918–2012  (Марти Лехто, Вихти 2012, ISBN 978-952-93-1060-9), (фин. Ilmavoimien viestialan 50-vuotisjuhlajulkaisu 1992 ja Ilmapuolustuksen viestihistoria 1918–2012 -teos 2012).
В распоряжении гильдии имеются собственный флаг, штандарт, значок гильдии и нагрудный знак. Гильдия установила памятные доски в бывших местах дислокации своего традиционного подразделения Школы связи ВВС (фин. Viestikoulu), а также на месте первого размещения радиолокационной станции воздушного наблюдения времён войны — в Хельсинки.

## Председатели Гильдии
| Председатели                              | Годы      |
| ----------------------------------------- | --------- |
| Каарле Норденстренг (Kaarle Nordenstreng) | 1965–1967 |
| Пааво Туоми (Paavo Tuomi)                 | 1968–1969 |
| Пертту Пейтсара (Perttu Peitsara)         | 1970–1971 |
| Юкка Киви (Jukka Kivi)                    | 1972      |
| Эрик Шалин (Erik Schalin)                 | 1973–1974 |
| Кауко Аллонен (Kauko Allonen)             | 1961—1964 |
| Сеппо Пенттинен (Seppo Penttinen)         | 1990–     |
| Микко Уола (Mikko Uola)                   | 1995–1996 |
| Калеви Киеси (Kalevi Kiesi)               | 1997–1998 |
| Матти Антикайнен (Matti Antikainen)       | 1999–2000 |
| Вальто Оттавайнен (Valto Ottavainen)      | 2001      |
| Пекка Юрьёля (Pekka Yrjölä)               | 2007–     |
| Ристо Лаукканен (Risto Laukkanen)         | 2012      |

## Cм.также
Академия военно-воздушных сил Финляндии